# 汪凤藻
汪凤藻（1851年10月16日—1918年），字云章，号芝房，江蘇省蘇州府元和縣人。清朝政治人物，进士出身。

## 生平
汪凤藻早年就读于上海外国语言文字学馆英文班、京师同文馆，光绪九年（1883年）中癸未科进士，同年五月，改翰林院庶吉士。光緒十二年（1886年）四月，散館，授翰林院編修。后历任清廷驻俄使馆二等参赞。光绪十八年（1892年）出任出使日本钦差大臣。光绪二十年（1894），因第一次中日戰爭開戰，奉旨離日返国。
光绪二十八年（1902年），盛宣怀任命其为南洋公学（上海交通大学前身）总理，同年因墨水瓶事件辞职。后又任翰林院侍读、京师大学堂格致科监督。

## 著作
曾撰英文语法书《文法举隅》。译作有《富國策》、《英文舉隅》、《公法便覽》等。

## 家族
汪凤藻出身于苏州元和汪氏家族，其父为汪亮钧。他还有兄弟三人，分别为汪凤池、汪凤瀛、汪凤梁，他们兄弟四人皆为清末知府。

## 外部連結
- 汪鳳藻 上海交通大學